# Marc Wauters
Marc Wauters (Hasselt, Bélgica, 23 de febrero de 1969) es un exciclista belga que fue profesional desde 1991 hasta 2006. Fue miembro del equipo Rabobank desde 1998 y tuvo que terminar su carrera a causa de una fractura de clavícula que sufrió durante un entrenamiento el 20 de septiembre de 2006. 
Actualmente es director deportivo del equipo belga Lotto Soudal.

## Biografía
Wauters participó en los Juegos Olímpicos de 2000 en Sídney y en los Juegos Olímpicos de 2004 en Atenas, donde tomó parte en la carrera en ruta y en la carrera de contrarreloj sin ningún éxito. 
En el comienzo de su carrera, entre 1991 y 1996, ganó varias pequeñas carreras en los Países Bajos y en Bélgica. La única excepción a esto fue su victoria en la 5 ª etapa de la Vuelta a Andalucía de 1995. 
En 1997 y 1998 Wauters no ganó ni una sola carrera, aunque llegó a ser 7.º en el Campeonato Mundial de Ciclismo de 1998, su posición más alta en este evento durante su carrera. A partir de 1999 después de ganar el G. P. Eddy Merckx comenzó a lograr victorias de nuevo. En este año también ganó la París-Tours, 2 etapas en la Tour de Luxemburgo, más la clasificación general y la clasificación general en la Rheinland-Pfalz Rundfahrt. Defendió su título de la su título en la Rheinland-Pfalz Rundfahrt en 2000. Ganó el GP Eddy Merckx, por segunda vez en su carrera en 2001. Su etapa en el Tour de Francia resultó ser su última victoria en su carrera deportiva fuera de Bélgica. 
Wauters era conocido como un trabajador en el pelotón y no ganaba mucho, pero ayudaba a sus compañeros de equipo, donde logró resultados decentes. Mientras tanto, se desarrolló en uno de los mejores especialistas contra el crono de Bélgica, ganando el Campeonato de Bélgica de ciclismo contrarreloj en 2002, 2003 y 2005. En el Campeonato Mundial de Ciclismo de 2004 terminó en la 7.ª posición.
El 15 de octubre de 2006 se celebró una carrera conmemorativa en Zolder, Bélgica, para Wauters donde oficialmente dijo adiós del deporte.

## Tour de Francia
Wauters participó en un total de 10 ediciones del Tour de Francia, terminando en París ocho veces. Su posición final más alta fue el lugar 43.º en el año 2000. Un año después, durante el Tour de Francia del 2001 Wauters ganó la segunda etapa, que tuvo lugar entre las localidades de Calais y Amberes. Formó parte de una escapada con 16 ciclistas, junto con su compañero de equipo Erik Dekker. Wauters se escapó del grupo junto con Arnaud Pretot, quien derrotó en el sprint final. Debido a su buen resultado en el prólogo, dos días antes en Dunkerque se vistió de maillot amarillo durante un día, antes de perderlo dejándoselo a Stuart O'Grady.

## Palmarés
| 1994 - Tour de Limburgo - Gran Premio de la Villa de Zottegem 1995 - 1 etapa de la Vuelta a Andalucía 1996 - 1 etapa de los Cuatro Días de Dunkerque 1999 - Tour de Luxemburgo, más 2 etapas - G. P. Eddy Merckx (haciendo pareja con Erik Dekker) - Vuelta a Renania-Palatinado, más 1 etapa - París-Tours 2000 - Vuelta a Renania-Palatinado, más 1 etapa | 2001 - 1 etapa del Tour de Francia - G. P. Eddy Merckx (haciendo pareja con Erik Dekker) 2002 - Campeonato de Bélgica Contrarreloj 2003 - Campeonato de Bélgica Contrarreloj 2004 - 2.º en el Campeonato de Bélgica Contrarreloj 2005 - Campeonato de Bélgica Contrarreloj 2006 - 3.º en el Campeonato de Bélgica Contrarreloj |

## Resultados en Grandes Vueltas y Campeonatos del Mundo
| Carrera              | Carrera              | 1991 | 1992 | 1993  | 1994 | 1995 | 1996  | 1997  | 1998 | 1999 | 2000 | 2001 | 2002  | 2003  | 2004  | 2005  | 2006 |
| -------------------- | -------------------- | ---- | ---- | ----- | ---- | ---- | ----- | ----- | ---- | ---- | ---- | ---- | ----- | ----- | ----- | ----- | ---- |
|                      | Giro de Italia       | —    | —    | —     | —    | —    | —     | —     | —    | —    | —    | —    | —     | —     | —     | —     | Ab.  |
|                      | Tour de Francia      | —    | Ab.  | 107.º | 92.º | Ab.  | 124.º | F. c. | —    | Ab.  | 43.º | Ab.  | 91.º  | 115.º | 112.º | 140.º | —    |
|                      | Vuelta a España      | —    | —    | —     | —    | —    | —     | —     | 74.º | —    | —    | —    | —     | —     | —     | —     | —    |
| Mundial en Ruta      | Mundial en Ruta      | —    | —    | Ab.   | —    | —    | —     | Ab.   | 7.º  | Ab.  | 42.º | Ab.  | 106.º | 47.º  | Ab.   | 81.º  | —    |
| Mundial Contrarreloj | Mundial Contrarreloj | X    | X    | X     | —    | —    | —     | —     | —    | —    | —    | —    | 12.º  | 7.º   | 7.º   | —     | —    |

—: no participa
Ab.: abandono
F. c.: fuera de control
X: edición no celebrada